# 西草绿篱莺
，是雀形目苇莺科的一种鸟类。

## 特征
西草绿篱莺体重约9克，翼长约68.6毫米，嘴峰长约16.7毫米，喙宽度约4.2毫米，喙厚度约3.3毫米，跗蹠长约22.6毫米，尾长约57.8毫米。西草绿篱莺是候鸟，其栖息在半开放的灌木丛中，食性为肉食性，主要食物来源是陆生无脊椎动物。

## 分布
伊比利亚半岛、摩洛哥、突尼斯、阿尔及利亚和利比亚。